# Variabler Flach-Marienkäfer

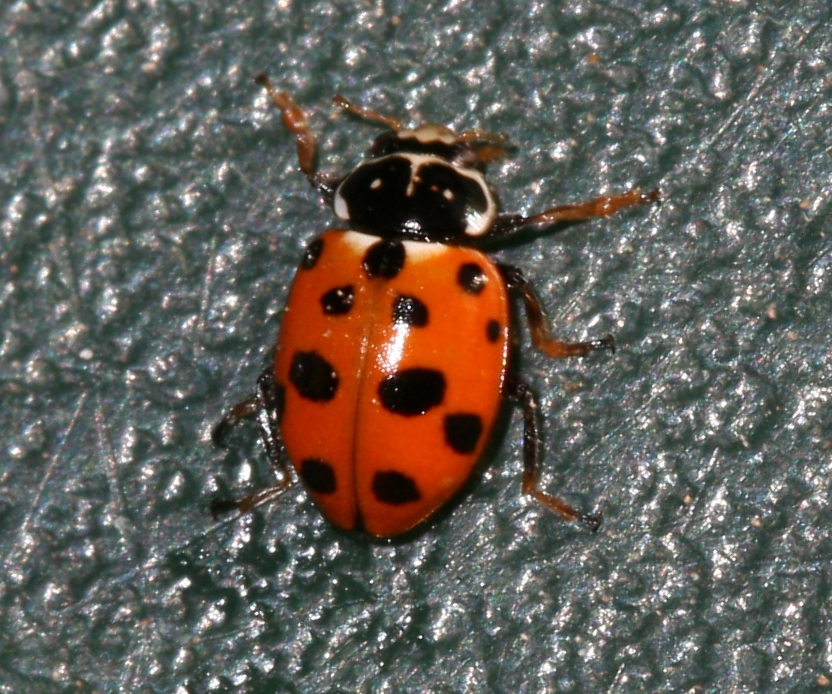
Käfer mit anderem Punktmuster

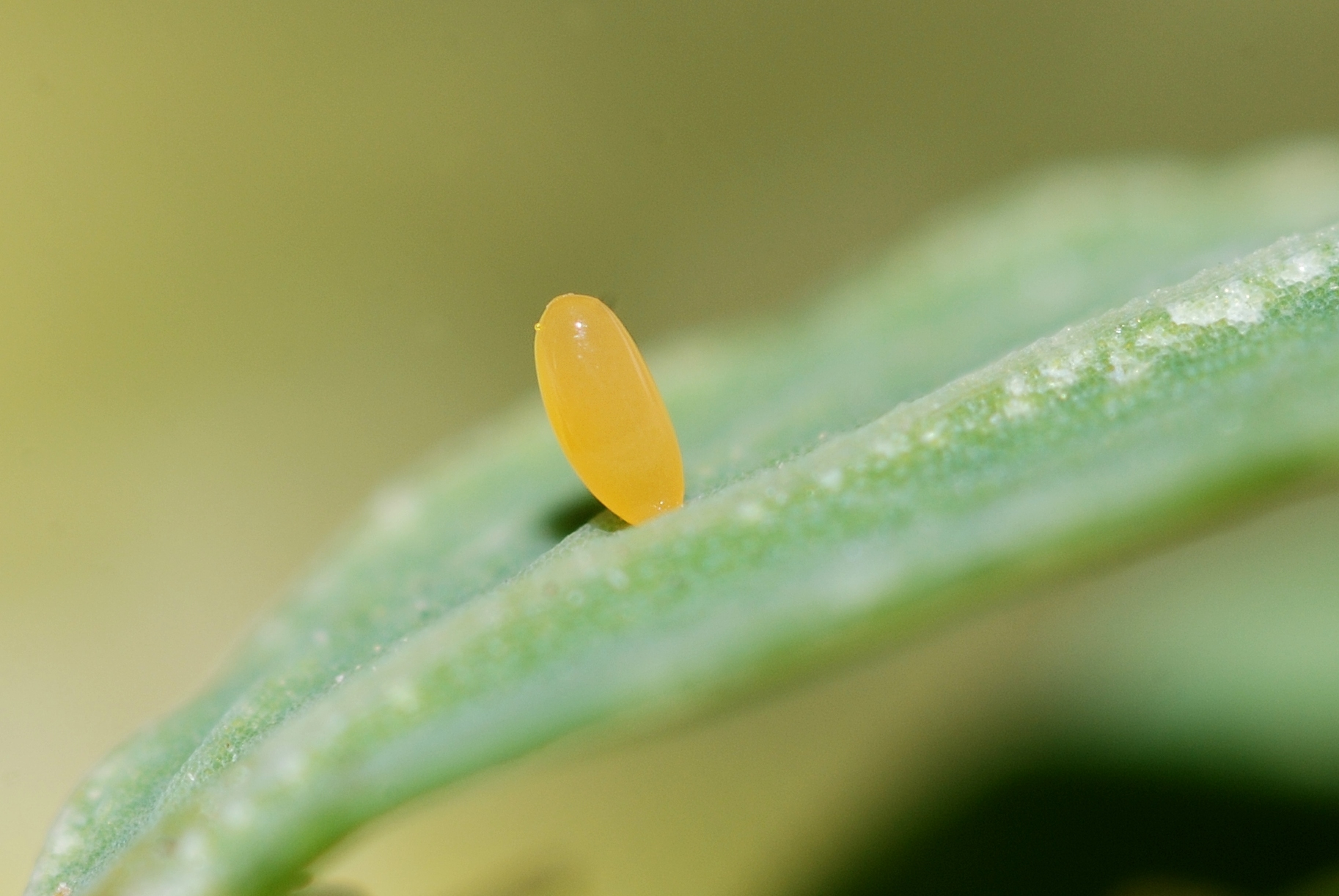
Ei des Variablen Flach-Marienkäfers

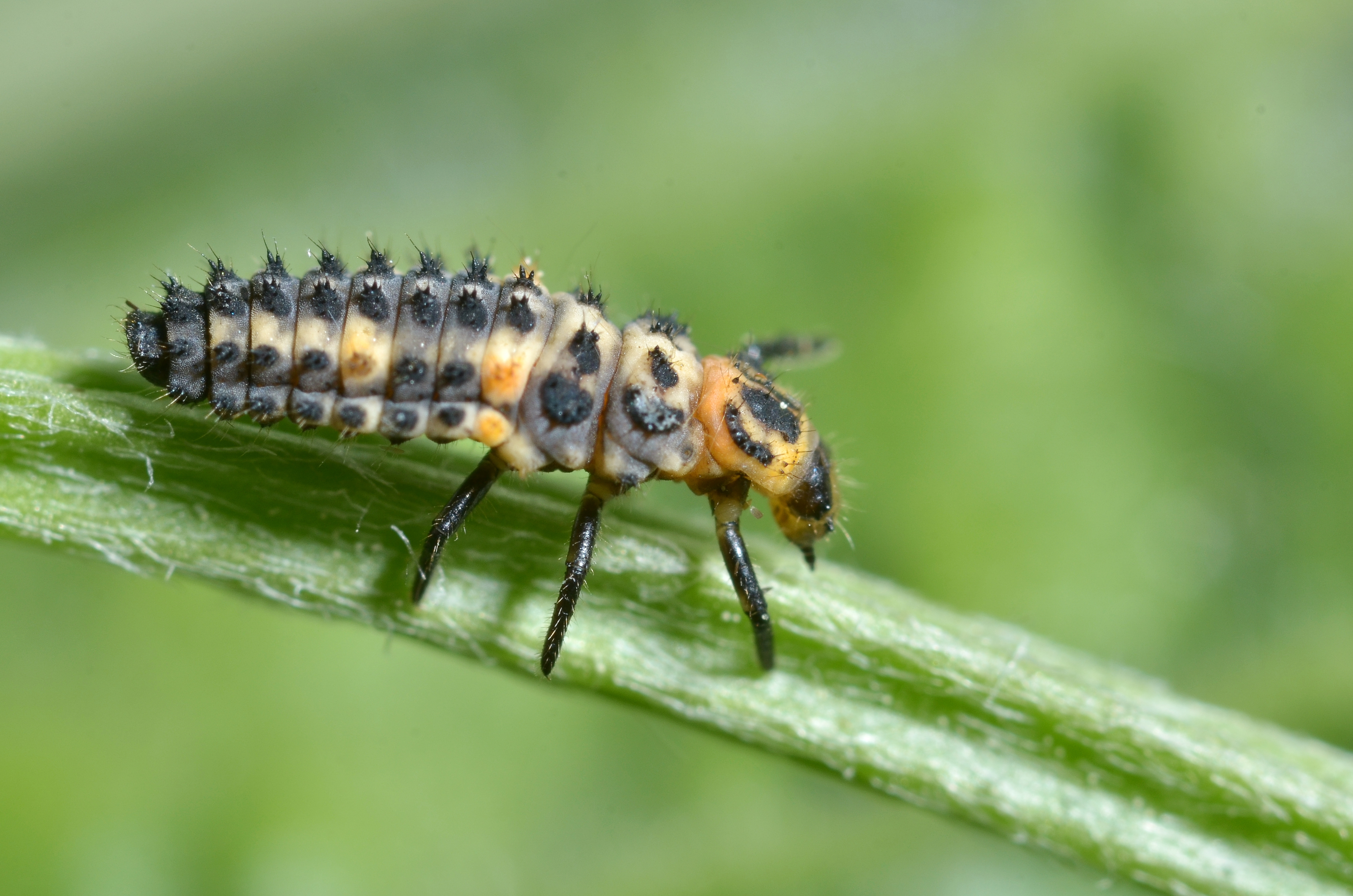
Larve

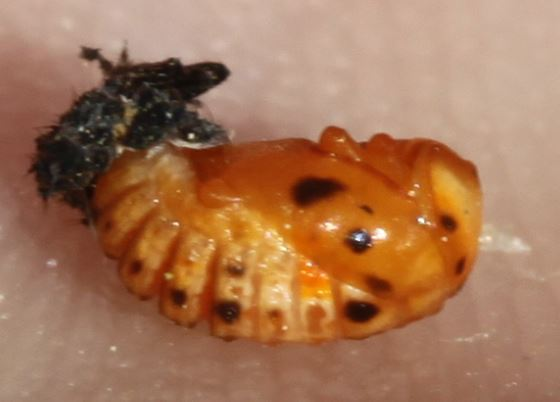
Puppe

Der Variable Flach-Marienkäfer (Hippodamia variegata) ist ein Käfer aus der Familie der Marienkäfer (Coccinellidae).

## Beschreibung
Die Käfer werden etwa drei bis 5,5 Millimeter groß und haben einen etwas länglichen Körper, der nur wenig gewölbt ist. Die roten bis rötlich orangen Deckflügel haben einen schwarzen, beidseits weiß flankierten Fleck auf dem Schildchen (Scutellum) und entweder auf jedem Deckflügel drei schwarze Flecken im hinteren Bereich, oder je sechs schwarze Flecken. Der Halsschild ist gelb und hat eine kronenförmige, schwarze Zeichnung. Der Kopf ist ebenfalls gelb und hat ein dominierendes schwarzes Querband an der Basis. Die Körperunterseite ist schwarz, die Beine sind bis auf die gelblichen Vorderbeine dunkel.

### Synonyme
- Adonia variegata[1]

## Vorkommen
Die Käfer sind in ganz Europa, Nordafrika und Asien verbreitet, sie fehlen aber im Hohen Norden. Sie leben auf Feldern, Wiesen, an Waldrändern und an Spülsäumen der Nord- und Ostsee.

## Lebensweise
Die Imagines überwintern an Waldrändern zwischen Moos.

## Nahrung
Wie die meisten Marienkäferarten ernähren sich die Käfer und Larven der Variablen Flach-Marienkäfer von Schild- und Blattläusen.